# Pseudochazara panjshira
Pseudochazara panjshira är en fjärilsart som beskrevs av Colin W. Wyatt och Keiichi Omoto 1966. Pseudochazara panjshira ingår i släktet Pseudochazara och familjen praktfjärilar. Inga underarter finns listade i Catalogue of Life.